# Thomas Fortmann
Thomas Fortmann (* 1951 in Gerzensee BE) ist ein Schweizer Komponist und Gründer der Accademia Amiata, Toscana delle Culture, ClaZZ Festival.

## Jugend und Pop Karriere
Thomas Fortmann, auch unter dem Namen Tommy Fortmann bekannt, Sohn der Schweizer Sopranistin Greta Saar und des Unternehmers Rudolf Fortmann, kam in Gerzensee im Kanton Bern als erstes von zwei Kindern zur Welt. Mit 17 schrieb er seinen ersten Pop/Rock-Hit, der in 27 Ländern veröffentlicht wurde. Darauf erschienen in Zusammenarbeit mit dem Produzenten Dieter Dierks über 100 Titel von ihm bei United Artists, CBS, EMI, Decca-Telefunken, Ariola, Phonogram, Hansa u. a. Er arbeitete während dieser Zeit mit Demon Thor (Krokodil), Jürgen Drews, Love Generation, Cockpit, Su Kramer, Jay C. Corry, Alexis Korner, Toni Vescoli, Daniela Davoli u. a. Der Abschluss seiner Rock/Pop-Karriere machte die Musik zum Musical Tell!, in dem Udo Lindenberg die Hauptrolle spielte.

## Zeitgenössische Musikkarriere
Mit 26 Jahren wendet er sich dem Studium der klassischen Musik zu. Danach komponiert er vor allem Kammerwerke, aber auch zwei Symphonien, ein Oratorium, Konzerte, Lieder und mehrere Musikbühnenwerke mit Aufträgen und Stipendien vom Schweizer Bundesamt für Kulturpflege, Opernhaus Zürich, Open Opera St.Gallen, Kanton Tessin, Stadt Zürich, EU-Kaleidoskop, Espace Nuithonie Fribourg, Connaissez-vous Basel, Murten Classics, Gaia Festival, Mozart Festival Trento, Murten Classics, Salerno Pianofestival, University of Houston, Carnegie Hall NY u. a.
Stetiges Weiterentwickeln und Suchen nach der jeweilig geeigneten, dem Gehalt eines neuen Werkes entsprechenden Form, lassen ihn originelle Ideen entwickeln; und durch seine Persönlichkeit können sich spielerisch auch heterogene, ja oft sogar gegensätzliche Impulse der Moderne zu einer Einheit verbinden. Konstruktion und Vitalität, Logik und sinnliche Wirkung schließen sich in seinen Kompositionen keineswegs gegenseitig aus.
Mitte der achtziger Jahre zieht Thomas Fortmann mit seiner Familie in die Toskana, wo er neben seiner kompositorischen Tätigkeit mit Musikern aus den Provinzen Grosseto und Siena die Accademia Amiata gründet und während einigen Jahren das Festival „Toscana delle Culture“ leitet. 2016 gründet er das internationale ClaZZ Festival. Alle Werke sind beim Verlag Müller & Schade, Bern.

## Werke
Duos
- Sonate für Violine & Klavier „A Southern Diary“ 16', UA: Laufenburg,CH, (2009) Cd: Métier
- Sonate für Alt Sax und Klavier, 13', UA: Wolfsburg, D, Italienisches Kulturinstitut (2006) Cd: Métier
- „Quintcello Sonate“ für Violoncello und Klavier16', UA: Carnegie Hall, New York (2013), Cd: Blue Griffin
- Duo für Violine & Klavier, „Grafeneck Variazioni“
- Duo für Alt Sax & Klavier, „BachCab“ 06', UA: Orbetello Piano Festival, 2015, Cd: Métier
- Konzert für 2 Klaviere & ad.lib Schlagzeug, „Krieger der Nacht“, 50' UA, Salerno Piano Festival
- Sonatina für 2 Saxophone (S&T) „The Goretti Thing“ 5' Cd: Métier
- Stücke für Oboe d' amore oder Sopran Sax & Klavier „Aus den Tropen“, 11‘

Trios
- „Prolitheus Suite“ Klaviertrio (Vl,Vcl, Pno), 30', UA: College Station, Texas University, USA (2010), CD Métier
- „Con Pepe e Zucchero“ Trio für 2 Violinen & Klavier, 16', Interharmony Festival, Arcidosso, I (2016)
- „Schabernack Suite“ Trio für Violine, Klarinette & Klavier
- „Grafeneck Konzert“, Violine, Perkussionen & Klavier plus Einspielungen, 38‘, UA: Schloss Grafeneck, D (2015)
- „Elena e Greta“ Burlesque für 2 Flöten & Klavier, 7'30'', UA: Arosa (2016), Radioaufnahme DRS2
- „Ladyboy“ Streichtrio (Vl, Vla, Vcl), 13'30'', UA: Zyklorama, Zürich, CH, (1994), Cd: Divine Art
- „Etude Pytagorienne No.3“ Klaviertrio, UA: Centre Culturel Suisse, Paris, Radioaufnahme: RSI
- „Catholic Blues“ Trio für 2 Saxophone (A&B) und Klavier, 6'07''. UA: Europäisches Kulturzentrum Erfurt, Cd: Métier
- „Three Piggies in Clover“ Trio für 2 Saxophone (S&A) und Klavier, 4'40'', Cd: Métier

Quartette
- Streichquartett, „Tango Catolico“, 20', UA: Kulturviertel, Kiel, D, (1993) Cd: Divine Art und Pentaphon
- Saxophonquartett, „Songkran“, 4’30’’, UA: Mozartfestival Rovereto, I, (1995), Cd: Métier
- Saxofonquartett, „A little American Night music“, 6’30’’, UA: Mozartfestival Rovereto, I, (1995) Cd: Métier
- Saxophonquartett „Pop Oh Kakapitl“, 2'45'', UA: Mozartfestival Rovereto, I, Cd: Métier

Lieder-Zyklen
- „Requiem für ein ungeborenes Kind“, Klar, Vl, Vcl, Pno und mittlerer Stimme, 30‘, UA: Musikakademie Basel, CH, (1990) Cd: Divine Art und Pentaphon
- „Geschichten“ Klaviertrio (Vl, Vcl, Pno) und hohe Stimme
- „Hoffmannsthal Verse“, Klaviertrio (Vl, Vcl, Pno) und hohe Stimme
- „Schuberts Winterreise“ Streichquartett mit Bariton, 60‘, UA: Basel-Riehen, CH (2012)
- „Der Süsse Ton“, Streichquartett mit Bariton, 15‘, UA: Basel-Riehen, CH (2012)
- „Am Ende des Flurs, 4. Stock“ für Tenor, Via & Uno, 8', UA: Laufenburg, CH (2017) Cd: edition.vokalmusik

Ensembles
- „Concertino Gregoriano“ Septett für Ob(EH), Cl(bsCI), Fag, Pno, Vl, Vla, Vcl, 15‘, UA: Interharmony Festival Arcidosso, I (2014)
- „Die Ermordung einer Butterblume“ für Flöte und Streichquintett (ad lib. mit Pantomime od. Tänzer), UA: ClaZZ Festival, I (2017)
- „Burlesque“ für Flöte, Streichquintett und Klavier 7'30'' UA: Gaia Festival, CH (2017)
- „Andante for a Somersault“ für Flöte, Streichquintett und Klavier 4' UA: Gaia Festival, CH (2017)
- „Rag'n Blue“ für Violine, Alt Sax, Schlagzeug, Klavier, Akkordeon & Bass
- „Arenal Fantasy“ für Violine, Klarinette, Perkussionen, Klavier & Akkordeon, 30‘
- „Suite für Leontine“ für Fl, Kl, Pno, Vl, Vcl, KB
- „Pinocchio Suite no.2“ für 2Trp, Hrn, Pos, Tub, 15‘

Orchesterwerke
- Symphonie no.1 „Pythagorian“, SATB – Chor ad lib. – 2F l(Pic), Ob, EH, Kl, Bs.Kl, S.Sax, B.Sax, 2Fg, 2Hrn, 2Trp, 2Pos, Pkn, Perk, Pno/Cel, Vl1&2, Vla, Vcl, KB, 35‘, UA: Toscana delle Culture, Orbetello, I,
- Symphonie no.2 „Etruria“,  2.1(EH).1.(BKlar).2 – SSax.BSax – 2.2.2.0. – Pk – Perc(2). – Streicher, 35’, UA: Moores Opera House, Houston USA, Cd:Métier
- „Oratorio Francescano“, Solist & Chor (5-stimmig), Fl, Ob, Kl, aS, Fg, Pkn/Perk, Org, Vl1, Vl2, Vla, Vcl, KB, abendfüllend, (UA alte Version: Magadino, CH 1982) UA neue Version: Zürich-Wollishofen, 2016
- „Arenal Concierto“ -2Fl(Pic), 2Ob(EH), 2Kl(Bs.Kl), Sax, 2Fg, 2Trp, 2Hrn, Mba, Sch.zg, Pno, Vl1&2, Vla, Vcl, KB, 20‘

Musiktheater
- „Schabernackoper“, 3 schauspielende Musiker (Vl, Kl, Pno), abendfüllend
- „Collodis Pinocchio“, 5 Musiker (Vl, 2Sax, Schlzg, Pno) & 6 singende Schauspieler/innen, abendfüllend, UA: Nuithonie, Fribourg,CH, (2005) Cd:Klick Records
- „Vaudeville für Leontine“, Fl, Kl, Schlzg/Perk, Pno, Vl, Vcl, Bs, Mezzosopran, Tenor, Bariton, abendfüllend, UA: Murten Classics, CH, (2017)
- „Pinocchio“ Musical, Fl(Pic), Ob, EH, Kl, Bs.Kl, Sax(S&A), Fg, Hrn, 2Trp, Pos, Bs.Pos(od.Tb), Pkn, Perk, Pno, KB, Sänger & Chor, abendfüllend, UA: Opernhaus Zürich,CH, 1989, Vergriffen und nur auf Anfrage erhältlich
- „Tell Musical“, 2el.Gtr, Pno, Schlzg, el.Bs, Orchester, Sänger, Chor & Ballett, abendfüllend, UA: Zürich,CH, 1977 LP: Telefunken-DECCA